# Éternité (Marvel Comics)
Pour les articles homonymes, voir Éternité (homonymie).
Éternité (« Eternity » en VO) est une entité cosmique évoluant dans l'univers Marvel de la maison d'édition Marvel Comics. Créé par le scénariste Stan Lee et le dessinateur Steve Ditko, le personnage de fiction est d'abord mentionné dans le comic book Strange Tales #134 en juillet 1965 et apparaît pour la première fois dans Strange Tales #138 en novembre 1965.
Débutant à l'Âge d'argent des comics, le personnage apparait durant quatre décennies dans la continuité Marvel et dans plusieurs produits dérivés, tels une série télévisée d'animation, des cartes à collectionner et des jeux vidéo.

## Historique de la publication
Éternité fait ses débuts dans une histoire épique en 17 numéros prenant place dans le scénario de Doctor Strange dans Strange Tales #130-146 (mars 1965 - juillet 1966). Le personnage est d'abord mentionné dans une histoire de 10 pages, « Earth Be My Battleground », dans Strange Tales #134 (juillet 1965), et apparaît pour la première fois dans l'histoire de 10 pages « If Eternity Should Fail » de Strange Tales #138 (novembre 1965).

## Biographie du personnage
Éternité est d'abord rencontré par le Docteur Strange. Il est ensuite enlevé par Cauchemar (en), qui cause des distorsions temporelles permettant aux personnages d’antan de revenir dans le présent, défiant Éternité de rétablir le cours des choses.

## Pouvoirs et capacités
Éternité est une entité abstraite représentée comme l’incarnation du temps. Il est le compagnon d'Infiny (en), celle-ci incarnant l'espace.
Éternité ne possède pas de corps physique puisqu'il existe partout et en tout temps (ubiquité). C'est l'un des personnages les plus puissants de l'univers Marvel et, comme son nom l'indique, est immortel. Il a la capacité de manipuler l'univers à sa guise, ainsi que l'espace, le temps, la matière, l'énergie et la magie. Quasi-omniscient et omnipotent, il possède une puissance cosmique presque illimitée, pouvant puiser dans l’ensemble de tout ce qui existe le long du flot temporel de notre univers.
En tant qu’entité abstraite, lorsqu’il doit interagir avec des êtres physiques, il utilise la dimension des Manifestations pour se créer un corps physique (ou « corps-M »). Quand il s’unit avec Infiny, il possède la puissance combinée de l’intégralité du continuum espace-temps.
Thanos, portant le Gantelet de l'infini, a classé sa puissance comme étant supérieure à celles de Lord Chaos (en) et Master Order (en), mais en dessous de celle du Tribunal vivant.

## Adaptation dans d'autres médias
- Thor: Love and Thunder, réalisé par Taika Waititi